# Nadderud stadion
Nadderud stadion är en fotbollsanläggning i Bærum. Det är Stabæk Fotballs hemmaplan. Publikrekordet på Nadderud är på 10 000 och sattes mot Strømsgodset i Norska mästerskapet i fotboll 1970. Stadion ligger alldeles vid Bekkestua centrum, och 2004 övertog Stabæk Fotball driften av stadion från Bærum kommun. Arenan användes tidigare också för bandy, till exempel spelades finalmatchen i norska mästerskapet 1970 här, då Strømsgodset IF slog Stabæk IF med 3-1.
En ny arena, Telenor Arena på Fornebu i Bærum stod klar inför säsongen 2009. Stabæk Fotball spelade sina hemmamatcher där säsongerna 2009–2011. Efter säsongen 2011 blev man tvungen att flytta tillbaka till Nadderud.